# ペトル・ヴォピェンカ
ペトル・ヴォピェンカ（Petr Vopěnka, 1935年5月16日 - 2015年3月20日）はチェコの数学者。1970年代初頭、彼は代替集合論（すなわち古典的なカントール集合論の代替）を開発した。これはヴォピェンカの論文とモノグラフの中で徐々に発展されたものである。ヴォピェンカの名は様々な数学的な成果に付けられている 。そこにはヴォピェンカの原理が含まれる。1980年代中頃より、彼は数学における哲学的問題に関心を向けた（とりわけフッサリアンの現象学に対して）。
ヴォピェンカはチェコ共和国（当時1990年から1992年までチェコ・スロバキアの一部；ペトル・ピドハルト首相政権において）の教育大臣を務めた。

## 経歴
ペトル・ヴォピェンカはドルニー・クラロヴィツェの小さな町に生まれた。1953年にレデチュ・ナト・サーザヴォウのギムナジウムを卒業後、ヴォピェンカはカレル大学数学物理学科において数学を学び、1958年に卒業した。1962年にヴォピェンカは博士候補（CSc）となり、1967年に理学博士（DrSc）を授与された。彼の指導教員はエドゥアルト・チェックとラディスラフ・リーゲルである。
1958年より数学物理学科で教鞭をとるようになり、1964年より講師、1965年より上級講師として教えた。1968年に教授への昇進が決まったが、1990年まで政治的な理由で昇進できなかった。1966年から1969年まで、ヴォピェンカは副学部長を務めた。
1967年、ヴォピェンカは新たに設立された数理論理学科の長となった。この学科は1970年に廃止された。ヴォピェンカは大学にとどまることを許されたが、外国の数学者との接触を制限する政権に対する不満を抱くようになった。1970年代から1980年代にかけて、彼の興味は数学の哲学及び歴史並びに無限に関する現象学に集中するようになる。またこのころ、当時の「正常化体制」下にあって活動を制限されていた哲学者達をカレル大学数学・物理学部に招き、公開哲学講座を主催している。
ビロード革命の後、1990年、ヴォピェンカはカレル大学の副学長となった。1990年6月から1992年7月の期間、ヴォピェンカはチェコ共和国（当時はチェコ・スロバキアの一部）の教育大臣を務めた。大臣として、彼は、あまり成果を挙げることなく、教師らの抗議に耳を貸すことなく、学校制度改革に取り組んだ。
1992年、数理論理学科が再び開講されることとなり、ヴォピェンカはその学科長となった。2000年にヴォピェンカはカレル大学を退職し、数理論理学科は閉鎖された。2009年までヴォピェンカはヤン・エヴァンゲリスタ・プルキニェ大学理学部数学科の教授を務めた
ペトル・ヴォピェンカはまた（例えばユークリッドやアル＝フワーリズミーの著作など）初期の数学文献のチェコ語への翻訳と出版にも携わり、プルセニにある西ボヘミア大学哲学科と学際活動科にて働いた。

## 数学上の業績
初期にはトポロジーを研究していたヴォピェンカだったが、1970年代はじめごろから数理論理学へと関心を移し、カントール集合論に代わる、いわゆる「代替集合論」(alternative set theory)の構築へと向かっていった。「半集合(semiset)の理論」と呼ばれる彼の集合論は、BG集合論に変更を加えたもので、そこでは集合に包含される真クラス（これを半集合と呼ぶ）の存在が許容される。半集合はファジィ集合などと同様に、曖昧な境界を持つクラスを表現するのに応用されている。

## 主な著作
- Petr Vopěnka (2004). Horizonty nekonečna. Prague: Moraviapress. ISBN 80-86181-66-9
- Petr Vopěnka (1999). Úhelný kámen evropské vzdělanosti a moci. Prague: Práh. ISBN 80-7252-022-9
- Petr Vopěnka (1989). Introduction to mathematics in the alternative set theory. Bratislava: Alfa. ISBN 80-05-00438-9
- Petr Vopěnka (1979). Mathematics in the Alternative Set Theory. Leipzig: Teubner. ASIN B0006E3AXY
- Petr Vopěnka, Petr Hájek (1972). The Theory of Semisets. Amsterdam, Prague: North-Holland. ISBN 0-7204-2267-1

## 注
1. ↑  “Petr Vopěnka Biography” (PDF). 2007年9月29日時点のオリジナルよりアーカイブ。2021年10月22日閲覧。
2. ↑  Antonín Sochor (2001). “Petr Vopěnka (born 16. 5. 1935)”. Ann. Pure Appl. Logic 109 (1–2):  1–13. doi:10.1016/S0168-0072(01)00037-9.
3. ↑  “Czech mathematician, former minister Petr Vopěnka dies”. Prague Daily Monitor. (2015年3月23日) 2015年4月5日閲覧。
4. ↑  ペトル・ヴォピェンカ - Mathematics Genealogy Project